# Jens Klok
Jens Christian Jensen Klok (25. januar 1889 i Vinderslev – 16. juni 1974 i Varde) var en dansk arkitekt. Som ansat ved Søværnets Bygningsvæsen og fra 1935 leder af Marinens arkitektursektion har han præget Søværnets bygningsmasse med en række bygninger i funkisstil på den i dag fredede Nyholm i København.  
Jens Klok var søn af husmand Laurits Klok og Karoline Adolfsen, stod i murerlære, blev bygningskonstruktør og gik på Teknisk Skole. Dernæst gik han på Kunstakademiets Arkitektskole, hvorfra han tog afgang 1929. Han modtog Akademiets rejsestipendium 1925 og K.A. Larssens Legat 1927 og var på rejser i Italien, Frankrig og England. 
Jens Klok har tegnet Luftmarinestationen i Avnø (1937) og på Holmen i København var han arkitekt for Luftmarinestationen (1939, senere udvidet af Holger Sørensen), Søofficersskolen (1939) og kontorbygningen for bygningstjenesten (1940, sammen med Holger Sørensen) og motortorpedoværkstedet (1953, s.m. samme). Flere af hans bygningsværker blev fredet i forbindelse med en udvidelse af fredningen af det historiske Nyholm i januar 2022. 
Han udstillede på Charlottenborg Forårsudstilling 1942-43. 